# كيث جونز (لاعب كريكت)
كيث جونز (20 أبريل 1951 في المملكة المتحدة - ) (بالإنجليزية: Keith Jones)‏ هو لاعب كريكت بريطاني. لعب مع نادي وارويكشاير للكريكيت ‏ ونادي الكريكت في جامعة أكسفورد ‏.

## وصلات خارجية
- كيث جونز على موقع إي آس بي آن كريك إنفو (الإنجليزية)